# Fritz-Otto Busch
Fritz-Otto Busch (* 30. Dezember 1890 in Köln-Lindenthal; † 5. Juli 1971 in Limpsfield, Surrey, England) war ein deutscher Marineoffizier der Kaiserlichen sowie der Reichs- und der Kriegsmarine sowie Übersetzer und Seefahrts- und Marineschriftsteller. Er engagierte sich in der nationalsozialistischen Bewegung und wirkte maßgeblich an der Gleichschaltung des deutschen P.E.N. ab 1933 mit. Als Pseudonym wählte er Peter Cornelissen.

## Leben
Fritz-Otto Busch war Sohn des Bankdirektors Alfred Busch und seiner Frau Eugenie geb. Schick. Nach dem Gymnasium besuchte er zwei Semester eine Universität. Sein jüngerer Bruder war der zwischen 1934 und 1935 als Leiter der Hamburger Kunsthalle tätige Kunsthistoriker Harald Busch (1904–1983), der wie Fritz-Otto während des Zweiten Weltkriegs in einer Propagandakompanie Dienst tat und die Kriege der Wehrmacht im Auftrag des Propagandaministeriums verharmloste und das Kameradschaftserlebnis der Soldaten hochlobte.
Auf der Rückseite des Schutzumschlages seines 1950 im Adolf Sponholtz Verlag erschienenen Buches über Das Geheimnis der Bismarck schrieb Fritz-Otto Busch folgenden Kurzlebenslauf:

„Fritz Otto Busch trat aus leidenschaftlicher Liebe zur See im Jahre 1912 in die Kaiserliche Kriegsmarine ein, machte zunächst als Leutnant und Oberleutnant zur See den ersten Weltkrieg mit und wurde nach Kriegsende in die Reichsmarine übernommen. Schon 1931 gründete er im Auftrage des damaligen Admirals Raeder die Zeitschrift ‚Die Kriegsmarine‘ der Busch elf Jahre lang als Hauptschriftleiter vorstand. Das Ende des zweiten Weltkriegs sieht den inzwischen fast Fünfzigjährigen in der Presse- und Filmabteilung des OKM tätig. Mehrfach erfolgten während des Krieges auf seinen Wunsch Abkommandierungen an die Front, und so erlebte Busch u.a. auch auf ‚Prinz Eugen‘ das Bismarck-Unternehmen mit. Am 24. April 1945 wurde er vom belagerten Berlin aus in Marsch zu Großadmiral Dönitz nach Mürwik gesetzt. Er konnte mit seinem Fahrer nach zwölftägiger Irrfahrt trotz Vernichtung seines PKW’s durch russische T 34 sein Ziel erreichen. Anschließend folgte die Gefangenschaft bis zur Entlassung Anfang 1947.“

Buschs erstes Schiff als Offiziersanwärter war der Große Kreuzer Vineta, ein Seekadettenschulschiff der kaiserlichen Marine. Dieses Schiff machte 1912 eine Auslandsreise in das Mittelmeer und lief unter anderem auch die Häfen von Konstantinopel und Alexandria an. In Konstantinopel begegnete Busch einer jungen Engländerin namens Frances May. Beide trafen sich noch einmal in Kairo, als die Vineta in Alexandria lag.
Während des Ersten Weltkriegs nahm er am 31. Mai 1916 als Leutnant zur See auf dem Großlinienschiff Oldenburg an der Skagerrakschlacht teil. Vom Frühjahr 1917 bis zum Sommer 1918 war er als Oberleutnant II. Artillerieoffizier auf dem Kleinen Kreuzer Regensburg. In diese Zeit fällt auch ein kurzer Aufenthalt an der Landfront in Flandern vom 27. Juni bis 14. Juli 1918. Danach war er in gleicher Funktion auf dem Minenkreuzer SMS Bremse eingesetzt, auf dem er auch die Revolution 1918 und das Kriegsende erlebte.
Er erhielt das Eiserne Kreuz II. und I. Klasse und wurde mit dem Friedrich-August-Kreuz ausgezeichnet.
1919 heiratete er Ada von dem Knesebeck, geb. Reichsfreiin von Bittersdorf, die drei Kinder mit in die Ehe brachte. 1920 wurde der Sohn Ulf geboren. Busch wurde in die Reichsmarine übernommen und schied 1928 mit dem Rang Korvettenkapitän aus dem aktiven Dienst aus.
Nach dem Kriegsbeginn am 1. September 1939 wurde er von der Kriegsmarine reaktiviert und erlebte am 4. September 1939 den ersten britischen Luftangriff auf den Marinestützpunkt Wilhelmshaven. Danach wurde er wieder in die Reserve versetzt. Im Mai 1941 war er auf dem Schweren Kreuzer Prinz Eugen als Kriegsberichter eingeschifft und erlebte die Versenkung des britischen Schlachtschiffes Hood als Augenzeuge. 1943 besuchte er als Kriegsberichterstatter die 25. U-Boot Schulflottille in Memel und quartierte sich für ein paar Tage auf deren Zielschiff Vega ein. Über seine Erlebnisse bei der Schulflottille schrieb er einen längeren Bericht, der anschließend 1943 in der Kriegsmarine Zeitschrift Heft Nr. 17 bis Heft Nr. 21 unter der Überschrift Eine Waffe wird geschärft veröffentlicht wurde.

## Schriftstellerische und politische Tätigkeit
Schon zu Anfang der Weimarer Republik war Busch propagandistisch tätig. Er war an der Schaffung des Mythos beteiligt, die deutsche Marine habe in der Skagerrakschlacht den Sieg davongetragen. Das war auch in seinem Beitrag „S.M.S. Regensburg beim letzten Flottenvorstoß (23.–25. April 1918)“ zu lesen, der in der von Eberhard von Mantey zusammengestellten propagandistischen Anthologie Auf See unbesiegt. 30 Einzeldarstellungen aus dem Seekrieg in dem völkischen J.F. Lehmanns Verlag erschien. Busch nutzte für manche Bücher das Pseudonym Peter Cornelissen. Auch Heut' geht es an Bord ...! (1934) erschien in einem explizit völkischen Verlag, dem Armanen-Verlag. Nach 1933 entwickelte sich Busch zu einem der meistgelesenen nationalsozialistischen Propagandaautoren für den Marinebereich. Seine Werke, einige illustriert von Karl Bloßfeld, erschienen in Verlagen, die sich dem Nationalsozialismus verschrieben hatten.

### Mitwirkung an der Zerschlagung des Deutschen PEN
Busch wurde auf der Generalversammlung des deutschen PEN-Clubs am 23. April 1933 aufgrund einer Vorschlagsliste des Kampfbund für deutsche Kultur PEN-Mitglied. Der PEN Deutschland war mit der Generalversammlung am 23. April „ein- aus- und gleichgeschaltet“, wie sein neuer Schriftführer Johann von Leers vermerkte. Im Mai 1933 brachte Busch als Teilnehmer der offiziellen deutschen Delegation zusammen mit Edgar von Schmidt-Pauli und Hans Martin Elster auf der internationalen P.E.N.-Tagung in Ragusa den PEN davon ab, dass eine Stellungnahme gegen die Bücherverbrennung und die Verfolgung von Juden in Deutschland verabschiedet wurde, wie er in einem mehrseitigen Brief schrieb, der als Abschrift an Joseph Goebbels ging. Als auf der Tagung trotz des Widerspruchs der deutschen Delegation der ins Exil gegangene Schriftsteller Ernst Toller reden konnte und die Misshandlung und Verfolgung deutscher Schriftsteller im NS-Deutschland anprangerte, verließ Busch mit seiner Delegation den Kongress. Kurze Zeit später trat der deutsche PEN-Club aus der internationalen Organisation aus und gründete 1934 die Union nationaler Schriftsteller. „Schriftführer“ der Union wird Busch. Die damit erfolgte Zerschlagung des deutschen PEN, führte dazu, dass alle in Deutschland lebenden Schriftsteller aus dem internationalen P.E.N.-Club austreten mussten. Nur im Exil lebende Deutsche blieben PEN-Mitglieder.

### Propagandist des Nationalsozialismus

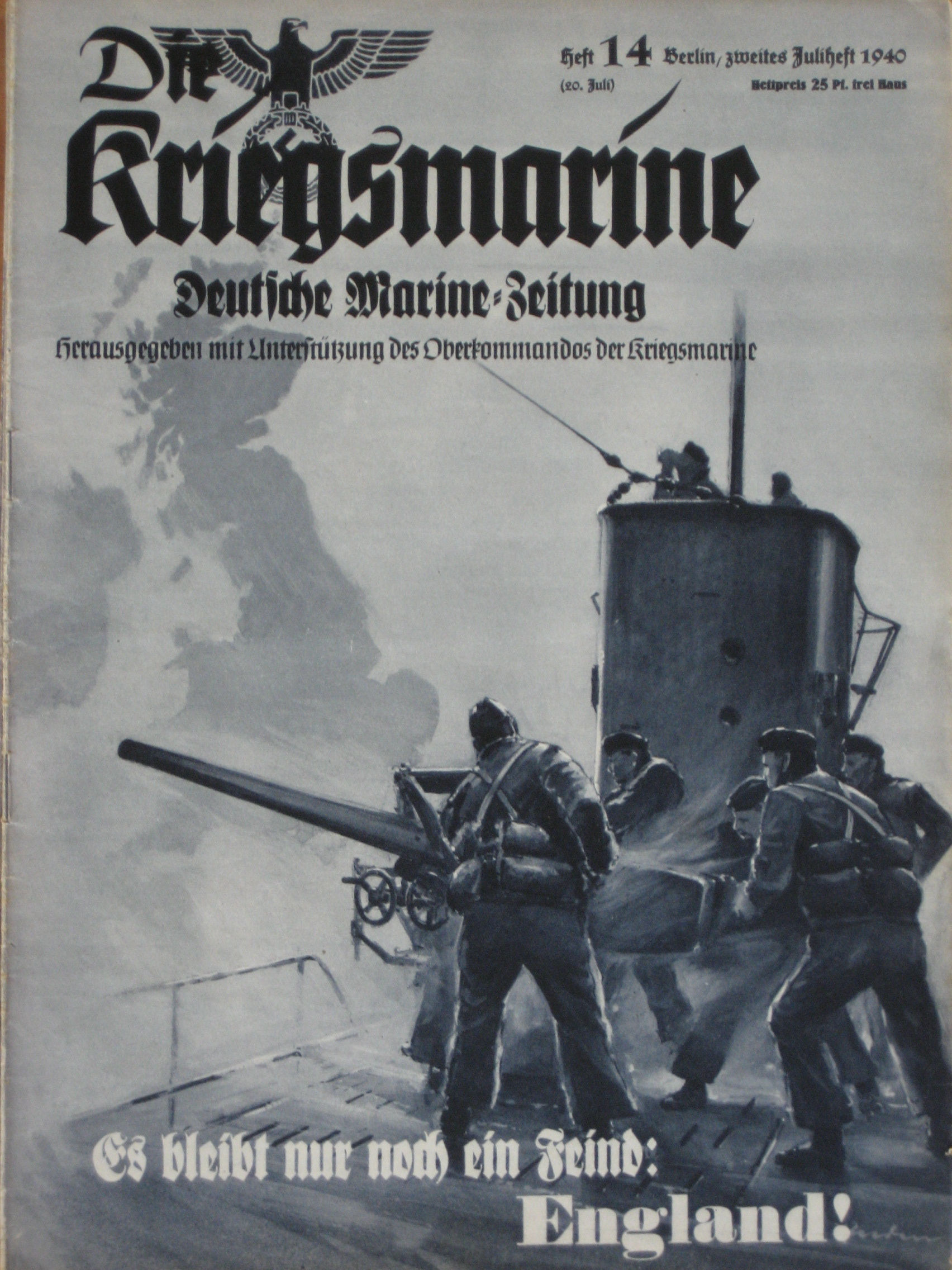
Zeitschrift Die Kriegsmarine 14/1940 nach der deutschen Eroberung Frankreichs im Juni 1940

Busch wurde nach der Machtergreifung der Nationalsozialisten mit dem Hauptschriftleiterposten der Propaganda – Zeitschrift Die Reichsmarine. Zeitschrift für Seegeltung und Seefahrt beauftragt, die ab 1934 als Kriegsmarine – Deutschland zur See fortgeführt, wurde. Als die Reichsmarine am 1. Juni 1935 in Kriegsmarine umbenannt wurde, erfolgte bei der Zeitschrift die Umbenennung in Kriegsmarine – Deutsche Marine-Zeitung. Zu Anfang wurde die Zeitschrift mit Unterstützung des Oberkommandos der Kriegsmarine, später direkt vom Oberkommando der Kriegsmarine herausgegeben. Busch blieb bis zum Ende der Zeitschrift im Jahre 1944 der Hauptschriftleiter.

Busch vertrat auch in anderen Publikationen nationalsozialistische Propagandapositionen. In dem gemeinsam mit dem Jugend- und Propagandaschriftsteller Gerhard Ramlow (1904–1951) geschriebenen Buch: Deutsche Seekriegsgeschichte (1940), das mit der Germanenzeit beginnt, wird auf die Marine als einem frühzeitigen Zentrum nationalsozialistischer Gesinnung hingewiesen: 

„Es ist kein Zufall, daß der Nationalsozialismus, seine Haltung und Gedankengut gerade bei der 'Reichsmarine' der Zwischenkriegszeit frühzeitig bei Offizieren, Unteroffizieren und Mannschaften Anhänger fand, wie sie in solcher Zahl wohl kaum von den Gegnern der neuen Weltanschauung erwartet wurden. War der Soldat bisher zwangsläufig gänzlich unpolitisch, ungeschult zu politischem Denken, herangewachsen und betrachtete man es geradezu als falsch, wenn Angehörige der Wehrmacht sich mit politischem Denken beschäftigten, so wurde dies schon während des unablässigen Kampfes des Führer um die Seele der Nation anders“

Anfang Februar 1933 fand ein Staatsbegräbnis für den an einer Schussverletzung gestorbenen SA-Mann Hans Maikowski in Berlin statt, das als große NS-Propagandaaktion mit Rundfunkübertragung gestaltet wurde. Maikowski wurde in der Übertragung zum zweiten Horst Wessel erklärt. Unter den Rednern war neben Joseph Goebbels auch Fritz-Otto Busch, der eine Lobeshymne auf den deutschen Soldaten beisteuerte.

### Das Jugendbuch:Die Wikinger(1934)
Die Literaturwissenschaftlerin Ingeborg Römer untersucht in ihrer Dissertation zahlreiche Jugendbücher des NS-Staates auf die Darstellung altnordischer Geschichte. Eines ist „Die Wikinger“ (1934) von Busch, erschienen im Leipziger Franz Schneider Verlag. Wikinger sind für Busch „Nordgermanen“, „kühne Seefahrer und unsere Blutsverwandten“. Das Buch teilt sich in zwei große Abschnitte: Sachinformationen über Schiffbau der Wikinger und abenteuerlich geschilderte Nacherzählung von Ausschnitten der Vinland-Sagas. Römer weist einige typische politische Instrumentalisierungen und Erfindungen nach. Erik der Rote und seine Söhne werden dabei mit „nachahmenswerte Eigenschaften“ (Römer) ausgestattet. Auffällig sei, dass Busch für Erik den Roten allein in einem Abschnitt mehrfach das Wort „Führer“ verwendet, dass sonst in der Seemannssprache unüblich, allenfalls als „Schiffsführer“ Verwendung findet. Auch ein dramatischer Kampf der Mannschaft des Wikingerbootes mit einem Unwetter ist eine Verstärkung dieses Motivs, das in den echten Vinland-Sagas keine Vorlage hat. Gemeinsam sei vielen Jugendbüchern zum Thema, darunter auch dem von Busch etwa die Hervorhebung der Entdeckung Amerikas durch die Wikinger. Busch verbindet hierbei die freie Darstellung der tatsächlichen Geschichte mit der Gegenwart. Beispielsweise fügt er die Amerikaflüge von „unseren Fliegern Gronau und Balbos Geschwader“ (Busch) ein. Diese hätten wie die Wikinger denselben Weg zum neuen Erdteil gefunden, was in einer Karte anschaulich dargestellt wird. Zwischen den vermeintlichen Ahnen und der Gegenwart des NS-Staates baut Busch auch weitere „Brücken“ (Römer). So sei für Busch ein „Deutscher“ namens „Tyrkir“ ein Mannschaftsmitglied von Erik gewesen. „Deutscher“ auch noch als Bezeichnung einer Nationalität, war um 1000 unbekannt. Auch die überlieferte Bezeichnung „suðrmaðr“ bedeutet wörtlich nur „Südmann“ oder „Mann aus dem Süden“. Ähnlich sieht es mit anderen Details aus, so sei die Anrufung eines Gottes modern, nicht historisch. Erik ruft im Buch zur Bekräftigung seiner Absicht, mit Leif nach Westen zu segeln: „Beim Thor, und ob ich wollte!“. Dies bildet die Akklamationen aus dem christlichen Glauben, besonders katholischer Prägung nach und sei nicht heidnisch. Weitere Details der Vinland-Sagas werden von Busch unkritisch übernommen, etwa die angebliche Entdeckung von Wein und Getreide dort. Vier Büchlein aus der Sammlung Thule dienten Busch als Quelle.
Die Wikinger erschien in mehreren Nachauflagen, 1938 war das 19. bis 20. Tausend erreicht, 1941 das 26. bis 35. Tausend. Zum Thema selbst publizierte Busch auch nach 1945, 1966 erschien bei Sponholtz in Hannover: Wikingersegel vor Amerika, Die Saga von Gudrid und Freydis.

### Der Bestseller:Narvik, Vom Heldenkampf deutscher Zerstörer(1940)
Nach der siegreichen Schlacht um Narvik erschien, aufwendig aufgemacht, im Jahr 1940 Buschs Narvik, Vom Heldenkampf deutscher Zerstörer im Verlag Bertelsmann. Es war ein Werk „lininientreuer Kriegsberichterstattung“, hatte ein Vorwort von Großadmiral Erich Raeder und wurde vom OKW in den Büchern der Wehrmacht empfohlen.
Buschs Narvikbuch wurde in der Branchenpresse gefeiert und schon nach einem Jahr waren 200.000 Exemplare abgesetzt. 1941 beliefen sich Buschs Tantiemen auf 242.084,47 Reichsmark (in heutiger Kaufkraft 1.194.496 €). In den Folgejahren erzielte er jeweils etwa 100.000 RM pro Jahr. Er gehörte damals damit zu den bestverdienenden deutschen Autoren. Der Bertelsmann-Verlag erzielte insgesamt 650.000 RM Reingewinn mit dem Buch. Es erreichte Platz 17 einer im Jahr 2010 aufgestellten Bestsellerliste des Dritten Reichs.
Nach Christian Adam ist das Narvik-Buch, lässt man moralische Maßstäbe unbeachtet, im Wesentlichen handwerklich gut gemacht, wenn auch an vielen Stellen „mit heißer Nadel gestrickt“. In einer Mischung aus Reportage, fiktionalen Elementen und Dokumenten schildert es einen Teil des Unternehmens Weserübung, d. h. den Überfall auf Norwegen und die Eroberung des Erzhafens Narvik. Der aus der Feldherrenperspektive im Buch dargestellte Krieg sei „sauber“, Tod und Leiden wird ausgeblendet, Gräueltaten an deutschen Schiffbrüchigen durch die englische Marine werden hervorgehoben. Das Buch war ein propagandistischer Erfolg, der die gewünschte Wirkung, nämlich junge Männer für den Krieg zu begeistern, erzielte: „Der Engländer muss eben, wenn er die übliche Arroganz zeigt, kräftig eins aufs Maul geschlagen werden. Auf etwas anderes reagieren die Söhne der Insel nicht“ (Busch).
Das Buch geriet auf Grund einer Textstelle im ersten Kapitel in die Mühlen konkurrierender Zensurstellen. Diese waren das Reichsministerium für Propaganda, der „Beauftragte des Führers für die Überwachung der gesamten geistigen und weltanschaulichen Schulung und Erziehung der NSDAP“ (DBFU) (also das Amt Rosenberg) und die Kriegsmarine.
Trotz der gewünschten propagandistischen Wirkung wurde Busch etwa vom SS-Dichter Kurt Eggers kritisiert: Busch schildere nicht aus eigenem Erleben, allein aus den Kreisen der „Narvik-Fahrer“ könnten, wenn die Zeit gekommen wäre, „die Künder und Sänger“ kommen, die das endgültige „Heldenepos dieser Nordlandfahrt“ schrieben. Das Buch von Busch habe nur tagesaktuellen Wert. Das Buch eckte auch wegen eines geschilderten deutschen Gottesdienstes an, den Busch allerdings im neuen Sinne enden ließ: „Wir haben unserer gefallenen Kameraden gedacht, tapfer und stolz sind sie in den Tod gegangen für unseren Führer, unser Volk und unser Vaterland. … Es lebe der Führer.“ (Busch)
Das Buch wurde im Herbst 1941 vom Markt genommen, nachdem der Verlag bereits 615.000 Exemplare verkauft hatte. Da das Buch gut kalkuliert war, erzielte Bertelsmann mit diesem Buch seinen größten Reingewinn mit einem Buch während des Dritten Reichs. Auch für den Autor war das Verlegen dieses Buches sehr lukrativ.
Bis 1945 verfasste Busch etwa 70 weitere Schriften, darunter auch den autobiographischen Roman Kreuzer in roter Flut (1931), den er unter dem Pseudonym Peter Cornelissen schrieb. In diesem Roman schildert er die Endphase des Ersten Weltkriegs und die Revolution von 1918 aus der Sicht eines jungen Seeoffiziers an Bord des Minenkreuzers SMS Bremse.
Busch verfasste sowohl Sachbücher als auch Romane und Jugendbücher, oftmals mit marinepropagandistischem Inhalt. Er war außerdem Schriftleiter (Redakteur) der Zeitschriften Deutsche Reichsmarine, Deutsche Marine-Zeitung und Anker auf!
Außerdem war Busch auch Autor in der Reihe Kriegsbücherei der deutschen Jugend.

### Nach 1945
Zahlreiche Bücher von Busch landeten auf Grund seiner Tätigkeit im Nationalsozialismus zwischen 1949 und 1953 in der SBZ bzw. DDR auf der Liste der auszusondernden Literatur.
Nach einer Pause begann Busch um 1950 erneut Seefahrts- und Marineliteratur zu verfassen. So schrieb er wieder Jugendbücher, die im Franz Schneider Verlag in München erschienen. Außerdem übersetzte er Werke aus dem Englischen. Beim Münchner Arthur Moewig-Verlag war er als Herausgeber für die Heftreihe Anker-Hefte. Seefahrt in aller Welt zuständig und er verfasste als Autor 14 Hefte aus dieser Reihe. Er arbeitete außerdem im Moewig-Verlag für die Heftreihen SOS – Schicksale deutscher Schiffe und Soldatengeschichten Sonderbände. Im Erich-Pabel-Verlag in Rastatt schrieb er für die Heftreihen Soldaten Kameraden und Der Landser.
Die Deutsche Gesellschaft zur Rettung Schiffbrüchiger gab zudem eine mehrfach wiederaufgelegte Heftreihe Katastrophen auf See heraus, für die auch Busch Texte beisteuerte.
Die schriftstellerische Tätigkeit Buschs wurde ergänzt durch die Zusammenarbeit mit dem Marinemaler Walter Zeeden, der zahlreiche Bücher sowie die oben genannten Serien des Moewig-Verlags illustrierte. Dazu kamen auch einige Landser-Hefte, die von Busch geschrieben und von Zeeden illustriert wurden.

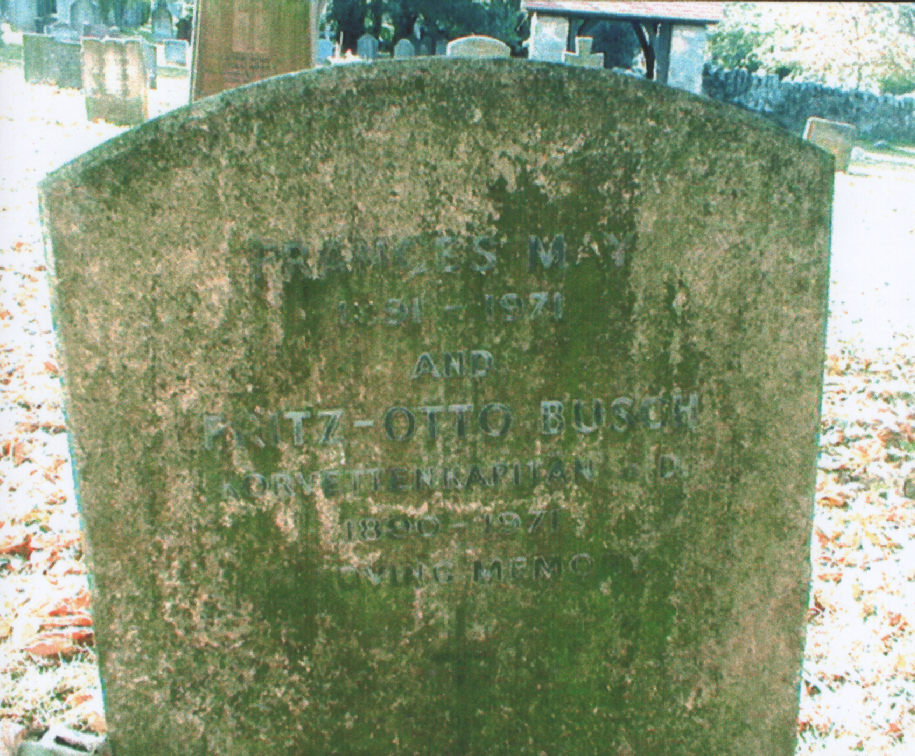
Grabstein von Fritz-Otto Busch und Frances May in Limpsfield

In seinem Buch Frances May, E. Haberland Verlag, Leipzig, 1928, beschrieb Busch offensichtlich seine Zeit von 1912 bis 1916. Fritz Barkhaus war die Hauptfigur in diesem Buch und den Kreuzer nannte er „Rungholt“, einen Namen, den es in der Kaiserlichen Marine nicht gab. Er beschrieb in dem Buch das Treffen mit Frances May in Konstantinopel und Kairo und nannte auch diversen Schriftverkehr. Der Kontakt zwischen Busch und May schien auch zwischen den beiden Kriegen nie ganz abgerissen gewesen zu sein, denn in den 1960er Jahren verließ Busch seinen letzten deutschen Wohnort in Viersen und siedelte nach Limpsfield/Surrey in England über, um bei Frances May zu leben. Fritz-Otto Busch starb am 5. Juli 1971 in Limpsfield. Auf einem verwitterten gemeinsamen Grabstein auf dem Limpsfielder Friedhof steht zu lesen: „FRANCES MAY 1891–1971 AND FRITZ-OTTO BUSCH KORVETTENKAPITÄN 1890–1971 LOVING MEMORY“.

## Publikationen (Auswahl)

### Als Fritz-Otto Busch
- Die Linienschiffe. Richard Hermes Verlag, Hamburg 1919.
- S.M.S. Regensburg beim letzten Flottenvorstoß (23.–25. April 1918). In: Eberhard von Mantey (Hrsg.): Auf See unbesiegt. zweiter Band, J.F. Lehmanns Verlag, München 1922, S. 288 ff.
- Südwester und Stahlhelm, 1926.
- Unsere blauen Jungen, 1927.
- Frances May, 1928.
- Niobe, ein deutsches Schicksal, 1932.
- Unter Flagge und Wimpel, 1933.
- Zwei Jungens bei der Reichsmarine, 1933.
- Die Schlacht am Skagerrak, 1933.
- Die Meuterei der Flotte 1918, Buchschmuck von Werner Chomton, Franz Schneider, Leipzig 1933.
- Heut geht es an Bord, 1933.
- Niobe-Gorch Fock: Schicksal und Hoffnung, 1933.
- Gorch Fock. Heft 56 der Reihe Die Schule im dritten Reich. – Berlin : Jugendzeitschriften-Verl. H. Beenken. Die Reihe erschien ab 1933.
- U-Bootsfahrten, 1934.
- Wikinger, 1934.
- Krieg auf sieben Ozeanen, 1934.
- Germanische Seefahrt, 1935.
- Kreuzer „Emden“ jagt, 1935.
- mit Hermann Lorey: Unter der alten Flagge 1914–1918, Berlin 1935.
- Admiral Graf Spee´s Sieg und Untergang. 1935.
- Alarrrrm! Deutsche Kreuzer!  Leipzig 1936, weitere Auflagen.
- Verdammte Nordsee! Captain Dorling erzählt – englische Seekriegsgeschichten. Franckh, Stuttgart 1936.
- Drei Kleine Kreuzer. 1936.
- Traditionshandbuch der Kriegsmarine. Mitarbeit: Gerhard Ramlow. J.F. Lehmanns Verlag, München 1937.
- Das Buch von der Kriegsmarine. Zeichnungen: Marinemaler Walter Zeeden. Schiffsskizzen: Gerhard Ramlow, Bong, Leipzig 1939.
- Flug nach England. Ein Beitrag zum gegenseitigen Verstehen. München/Berlin 1937.
- Festschrift zum 50-jährigen Bestehen der Torpedowaffe, Unter Mitarbeit der Inspektion des Torpedowesens, der Stadt Wilhelmshaven und der Bundesführung d. NSDMB. Verlag des Nationalsozialistischen Deutschen Marinebundes. 1937.
- Das Volksbuch vom Skagerrak. Augenzeugenberichte deutscher und englischer Mitkämpfer, Berlin 1938.
- Das war die „Courageous“ (Band 2 der Heftromanserie Kriegsbücherei der deutschen Jugend, Steiniger Verlage Berlin, 1939–1945).
- Englands erste Schlappe (Band 16 Kriegsbücherei der deutschen Jugend).
- Hilfskreuzer „Meteor“. 1939.
- Akten des Seekriegs. Brunnen-Verlag Willi Bischoff, Berlin 1940.
- Narvik: Vom Heldenkampf deutscher Zerstörer, Bertelsmann, Gütersloh 1940.
- Deutsche Seekriegsgeschichte. Fahrten und Taten in zwei Jahrtausenden. Mit Gerhard Ramlow, Bertelsmann, Gütersloh 1941.
- Alarrrrm! : Deutsche Kreuzer!. Franz Schneider, Berlin 1942.
- Macht auf dem Meer. Mit Gerhard Ramlow. Verlagshaus Bong, Berlin 1942.
- Kameradschaft, Kampf und Tod. Franz Schneider, Berlin 1942.
- Die japanische Kriegsmarine, Hrsg. Fritz.Otto Busch mit einem Beitrag des Gesandten an der japanischen Botschaft Berlin. Exz. Shin Sákuma. Schiffslisten von Gerhard Ramlow. Beenken Verlag, Berlin 1942.
- Die deutsche Kriegsmarine im Kampf – Schiffe und Taten. Vier Tannen Verlag, Berlin/Leipzig 1943.
- „Prinz Eugen“ im ersten Gefecht. Bertelsmann, Gütersloh 1943.
- Weiße Segel – Weite Meere. Nach Tagebuchblättern und Unterlagen des Kommandanten des Segelschulschiffs „Albert Leo Schlageter“, Zusammen mit Fregattenkapitän Bernhard Rogge, Safari Verlag, Berlin 1943.
- Das Geheimnis der „Bismarck“, Hannover 1950.
- Der Untergang der „Scharnhorst“. Ein Tatsachenbericht, Hannover 1952.
- Dampfer in Seenot, Augsburg 1953.
- Sturm auf See – Schiffbrüchige und ihre mutigen Retter, München 1953.
- Schwerer Kreuzer Prinz Eugen – Die Geschichte des fröhlichen Schiffes, Sponholtz Verlag, Hannover 1958.
- Purpursegel der Kleopatra. Aktium, 31 v. Chr., Rastatt 1960.
- Marcus segelt nach Rom, München 1962.
- Sturmflut bei Nacht, München 1964.
- Kampf um Norwegens Fjorde. Fall Weserübung Nord, Ernst Gerdes Verlag, Preetz 1964.
- Katastrophen auf See-Heftreihe (o. J.): Der Untergang des Dampfers Teeswood, Die Strandung der finnischen Bark „Paul“, Wo bleibt die „Nossan“?  Die Todesfahrt des Rettungsbootes „Vegesack“, Im Packeis vor Langeoog, Gestrandet auf Gross-Vogelsand.
- Wikingersegel vor Amerika, Hannover 1966.
- Übersetzungen (aus dem englischen)
- Taprell Dorling „Endless Story“ – „Verdammte Nordsee!“ Franck’sche Verlagshandlung Stuttgart, 1936.
- Sir Philip Gibbs „Ordeal in England“ – " England spricht" Universitas Deutsche Verlags-Aktiengesellschaft Berlin, 1937.
- Sir Philip Gibbs „Great Argument“ – „Brücke zum Morgen“ Universitas Deutsche Verlags-Aktiengesellschaft Berlin, 1938.

ANKER-Hefte Seefahrt in aller Welt im Moewig Verlag, München
- Heft  2  Schlachtschiff Prince of Wales. Alarm vor Malaya.
- Heft  4  Schlachtschiff Sao Paulo. Ein Schlachtschiff verschwindet.
- Heft  6  Schwedischer Dampfer Björkö. Die tapfere Funkerin.
- Heft  9  Angriff auf Pearl Harbour. Wie es begann.
- Heft 12 US-Unterseeboot Albacore. U-Boot gegen Flugzeugträger.
- Heft 19 Britischer Chinadampfer Haiching, Chun Lo You, die Piratin.
- Heft 23 US-Frachter Flying Enterprise. 13 Tage auf verlorenem Posten.
- Heft 26 Schlachtkreuzer New Zealand. Ein Schiff mit Talisman.
- Heft 29 Dän. Dampfer Gustav Diederichsen. Die Dschunken der Lai Cho San.
- Heft 32 Englisches Fährschiff Duke of York. In voller Fahrt gerammt.
- Heft 34 Britischer Hilfskreuzer Rawalpindi. Ein tapferes Schiff.
- Heft 36 Hilfskreuzer Meteor. Männer, Minen, Makrelen.
- Heft 39 Britischer Clipper Cutty Sark. Eine Königin der Meere.
- Heft 41 Die Wikinger. Ein nordischer Drache.

SOS-Hefte Schicksale Deutscher Schiffe im Moewig Verlag, München
- Heft 20 Schwerer Kreuzer Prinz Eugen. Von Grönland zur Südsee.
- Heft 24 Leichter Kreuzer Köln. Ein Wappen – drei Schicksale.
- Heft 26 Zerstörer Erich Koellner. Zerstörer-Kampf im Ofotfjord.
- Heft 37 Zerstörer Diether von Roeder. Der letzte Narvik-Zerstörer.
- Heft 52 Linienschiff Oldenburg. Diesmal wurde es Ernst.
- Heft 65 Kl. Kreuzer Regensburg. Z vor! Am Skagerrak.

Soldatengeschichten Sonderband im Moewig Verlag, München
- Heft 37 Tragödie am Nordkap. Untergang des Schlachtschiffes Scharnhorst.

Der Landser im Erich Pabel Verlag, Rastatt
- Heft 111 „Admiral Hipper“ im Handelskrieg.
- Heft 139  Prinz Eugen im Kampf. Titelbild Walter Zeeden.
- Heft 148  Die Narvik-Zerstörer. Titelbild Walter Zeeden.
- Heft 152  Das Ende der Narvik-Zerstörer.
- Heft 162  Leichte Seestreitkräfte Kurs Bergen.
- Heft 170  Leichter Kreuzer „Karlsruhe“. Titelbild Walter Zeeden.
- Heft 177  Das Drama im Atlantik. Titelbild Walter Zeeden.
- Heft 187  Der „Fall Weiß“. Titelbild Walter Zeeden.
- Heft 197  Schach auf dem Ozean.
- Heft 203  Überfall auf St. Nazaire.
- Heft 223  Kampf und Untergang der Blücher.
- Heft 567  Jagd auf „Graue Wölfe“
- Heft 606  Der Kampf um Narvik.
- Heft 623  Zerstörer Gefecht vor Narvik.
- Heft 780  Geleitzugjagd im Atlantik.
- Heft 786  Kaperkrieg auf fernen Meeren
- Heft 912  Schlachtschiffe im Atlantik.
- Heft 928  Bomben auf Schiffbrüchige.
- Heft 1031 Jagd auf graue Wölfe.
- Heft 1072 Duell auf hoher See.
- Heft 1076 Zwischen Triumph und Untergang.
- Heft 1085 Stählerne „Haie“
- Heft 1163 Der Kampf des Prinzen.

Der Landser Ritterkreuzträger im Erich Pabel Verlag, Rastatt
- Heft   13 Kapitän zur See Hermann Witt.
- Heft 105 Großadmiral Karl Dönitz.
- Heft 109 Konteradmiral Kurt Weyher.
- Heft 117 Kapitän zur See v. Ruckteschell.
- Heft 147 Steuermannsmaat Karl-Heinz Fischer.
- Heft 167 Konteradmiral Robert Eyssen
- Heft 169 Kapitän zur See Günther Gumprich.
- Heft 181 Kapitänleutnant Fritz Julius Lemp Torpedo los.

Der Landser Sonderband im Erich Pabel Verlag, Rastatt
- Heft 138 Konvoi nach Malta.
- Heft 150 Der Fall Laconia.
- Heft 156 Das Ende der Seal.
- Heft 162 Das Ende der „Graf Spee“.
- Heft 190 Der Tod des Ozeanriesen.
- Heft 194 Schiffsriesen durchpflügen die See.
- Heft 216 Das Ende des Schlachtkreuzers Hood.
- Heft 223 Blockadebrecher.
- Heft 227 der Kampf des Schlachtschiffes Tirpitz.
- Heft 235 Britische Zwerg-U-Boote gegen das Schlachtschiff Tirpitz.
- Heft 246 Das Ende des Schlachtschiffes Tirpitz.
- Heft 278 Geschützdonner über dem Eismeer.

Der Landser Grossband im Erich Pabel Verlag, Rastatt
- Heft   53 Das Ende der Bismarck.
- Heft   62 Schlachtschiffe auf Kriegsmarsch.
- Heft   67 Gneisenau-Scharnhorst-Prinz Eugen.
- Heft   78 Die ersten Bomben auf Großkampfschiffe.
- Heft 411 Das Ende der Ark Royal.
- Heft 413 Bernhard Rogge.
- Heft 459 Das Ende der Bismarck.

Soldaten Kameraden im Erich Pabel Verlag, Rastatt
- Heft  78  Die ersten Bomben auf Großkampfschiffe.
- Heft  82  Operation Berlin. Titelbild Walter Zeeden.
- Heft  88  Der Untergang der „Glorious“

Pabel Taschenbuch im Erich Pabel Verlag, Rastatt
- Der Welt größtes Schlachtschiff wird im Kampf mit Deutschlands Schlachtschiff Bismarck versenkt.

Contra Hefte im Adolf Sponholtz Verlag, Hannover
- Heft 4 In der China See

### AlsPeter Cornelissen
- Die Hochseeflotte ist ausgelaufen, 1930 J.F. Lehmanns Verlag München.
- Kreuzer in roter Flut, 1931 August Scherl G.m.b.H. Berlin.
- Minen und Menschen, 1933 Brunnen-Verlag Willi Bischoff Berlin.

### Fritz-Otto Busch als Illustrator
- Splissen und Knoten von Peter Ernst Eiffe, Carl G. Klotz Verlag, Magdeburg 1927. Mit zahlreichen Federzeichnungen von Fritz-Otto Busch